# Иванов, Иван Алексеевич (художник)
Иван Алексеевич Иванов (1779—1848) — русский ведутист («живописец перспективных видов и пейзажей»), академик Императорской Академии художеств. Также работал как архитектор; ему приписывается проект усадьбы Приютино под Санкт-Петербургом.

## Биография
Иван Иванов родился 3 февраля 1779 года в семье профессора Императорской академии художеств Алексея Иванова, что во многом и предопределило его дальнейшую судьбу.
В 1789 году в 10 лет вместе со старшем братом Павлом был принят на воспитание в Воспитательное училище при академии художеств. Обучался у архитекторов А. Д. Захарова (преподавал в академии с 1786 года) и Ф. И. Волкова. В 1798 году в 19 лет досрочно окончил архитектурный класс Академии художеств со званием художника архитектуры XIV класса.
В мае 1799 года двадцатилетний Иванов приехал в усадьбу Николая Львова в селе Черенчицы близ Торжка. Львов продолжительное время занимался поисками и разработками каменного угля и в 1797 император Павел I назначил его «директором угольных приисков и разработки оных в империи». В 1798 году в Черенчицах было открыто училище земляного строения, где за казённый счёт крестьяне обучались делу землебитных строений. Берг-гешворен Иванов был прикомандирован к участку угольных разработок для составления чертежей, работал помощником Львова, а также был учителем рисования в его семье.
В письме своему другу отрочества Александру Востокову Иванов писал:«Я здесь две должности исправляю: должность помощника и рисовального учителя. В 1-й разбиваю камешки для фундамента и таскаюсь и пачкаюсь около строений, показываю мужикам, ворочаюсь с правилами, весками, ватерпасами и пр. ...Во второй учу его детей по вторникам и четвергам.»
Летом 1799 года Иванов отправился вместе со Львовым осваивать новый участок земли под Москвой ранее принадлежавший Симонову монастырю и называвшийся Тюфельскими казёнными покосами «с лесными и пахотными угодьями и водами». Тюхалевские земли были пожалованы Львову в качестве возмещения затрат на содержание училища землебитного строительства. Там и построенных им землебитных домов из его собственных материалов. Там строится своего рода филиал училища: казармы для учеников, скотный двор и глинобитный дом для Львова с семьёй. Летом 1801 и летом 1802 годов Иванов также находился в Тюфелях.
В 1803 сопровождал Львова в поездке на Кавказ (через Крым) «для снятия видов», исполнил ряд зарисовок.
«В конце 1804 года Кабинет решил, что для усовершенствования изделий Стеклянного Завода потребен из художников инвентор, который бы смог снабжать завод хорошими образцовыми рисунками», на эту должность был назначен «испытанный в способностях удовлетворять по этой части все требования Тома де Тойон». А в 1806 году вторым инвентором завода стал Иванов — 21 августа 1806 года он был "прикомандирован к Стеклянному заводу для составления рисунков", работал независимо от Тойона.
В 1812 году в Санкт-Петербурге готовилось открытие Императорской публичной библиотеки. 23 февраля 1812 года был утверждён разработанный А. Н. Олениным устав Публичной библиотеки, был определён штат сотрудников. В 1812 году Иванов исполнил рисунок, запечатлевший Александра I, графа Разумовского и Оленина в Круглом зале. Позднее этот рисунок лёг в основу гравюры Андрея Ухтомского, приложенной к изданию «Акты, относящиеся до нового образования Императорской Библиотеки» (СПб., 1812). Однако из-за начавшейся летом 1812 года войны с Наполеоном открытие было отложено.
В 1813 году, когда завод стекла практически прекратил свою работу, Иванов по приглашению директора Императорской публичной библиотеки А. Н. Оленина занял должность почётного библиотекаря.
В 1815 году Иванов состоял в штате Императорского Стеклянного завода на должности инвентора — главного художника. Эта должность была учреждена на заводе лишь в начале века. Он создавал рисунки для изделий завода.
25 декабря 1815 года был обнародован манифест о сооружении мемориала 1812 года. После этого Иванов создал проекты трёх «Столпов Славы и Победы».
В 1817 году поступил на службу в Академию художеств. 5 декабря 1817 года был определен смотрителем рисовальных классов, где преподавал до 1820 года. С 1820 по 1840 года — в классе перспективы.
16 сентября 1822 года возведён в звание «назначенного в академики» по перспективной живописи (вероятно за «вид надворного академического здания», бывший на выставке 1820 г.).
В августе 1823 года ему было задано в виде программы на звание академика: нарисовать акварелью «перспективный вид парадной лестницы в Академии Художеств» (гравировано в контуре).
Лишь 12 октября 1830 года он удостоен был звания академика за исполнение этой программы (бывшей на выставке 1830 г., находится теперь в Академии Художеств).
Находясь на службе в Академии художеств, И. А. Иванов делал рисунки для гравюр к разным изданиям, отчасти по проектам А. Н. Оленина, как напр. к его «Опыту о правилах медальерного искусства» (СПб. 1817), к «Сочинениям В. А. Озерова» (1817), к «Басням и сказкам И. И. Хемницера» (1820 г.) к «Басням Ив. Крылова» (1826), к «Путешествиям» Тимковского (1827) и Бороздина (1828) и др., составлял рисунки покроя и шитья для мундиров разных ведомств, рисовал модели канделябров, ваз и разных мелких вещей для Императорского Стеклянного завода и для Императорского Фарфорового завода.
Иван Алексеевич Иванов умер в 1848 году.

Примеры работ И. А. Иванова
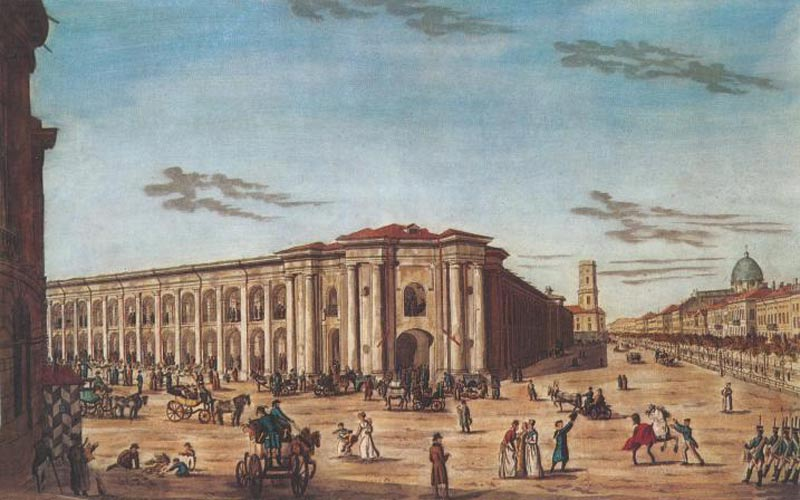
Вид Гостиного двора в Санкт-Петербурге (1815)
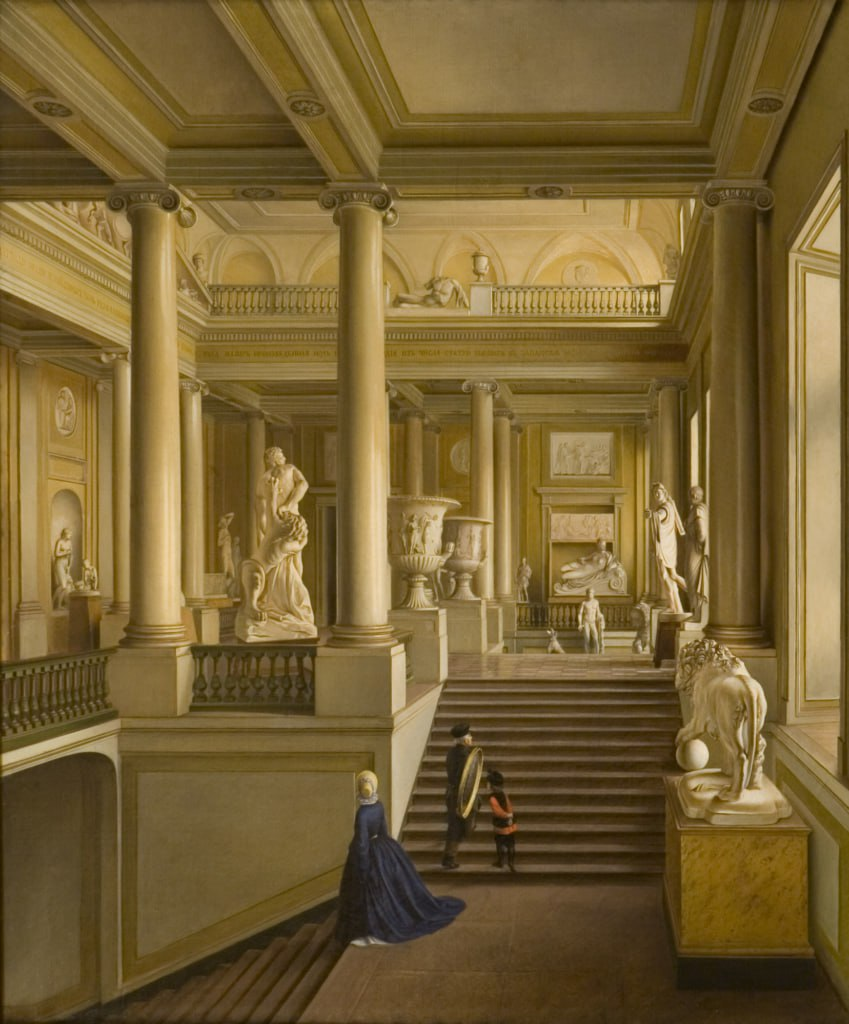
Вид парадной лестницы Академии художеств (1830)